# Liste der Monuments historiques in Lutterbach
Die Liste der Monuments historiques in Lutterbach führt die Monuments historiques in der französischen Gemeinde Lutterbach auf.

## Liste der Objekte
| Bezeichnung | Beschreibung                       | Standort                                     | Kennzeichnung | Schutzstatus | Datum | Bild |
| ----------- | ---------------------------------- | -------------------------------------------- | ------------- | ------------ | ----- | ---- |
| Kelch       | Silber, vergoldet, und Email, 1726 | in der Kirche St-Martin-du-Sacré-Cœur (Lage) | PM68000229    | Classé       | 1975  |      |